# Пески 1 (Беларусь)
Пе́ски 1 (бел. Пескі 1) — деревня в Кобринском районе Брестской области Белоруссии. Входит в состав Хидринского сельсовета.
По данным на 1 января 2016 года население составило 71 человек в 50 домохозяйствах.

## География
Деревня расположена на южном берегу реки Мухавец, в 6 км к западу от города и станции Кобрин, в 39 км к востоку от Бреста, на автодороге М1 Брест-Минск.
На 2012 год площадь населённого пункта составила 1,06 км² (105,93 га).

## История
Образована решением Кобринского районного Совета депутатов от 26 апреля 2012 года. В 2016 году население составило 71 человек. В 2019 году — 53 человека.

## Культура и досуг
- Шале "Золотая Горка"